# Robotron Z 9001, Robotron KC 85/1, Robotron KC 87
Der Robotron Z 9001 ist ein auf dem U880-Mikroprozessor basierender Heimcomputer des VEB Robotron aus der Deutschen Demokratischen Republik.
Der pultförmige Computer wurde ab 1983 zunächst zur Versorgung von Privathaushalten, aber auch zum Einsatz in Bildungseinrichtungen entwickelt. Die staatlichen Vorgaben sahen dabei geringstmögliche Herstellungskosten unter Verwendung von ausschließlich in den RGW-Staaten produzierten Bauteilen vor. Die ersten Geräte kamen Ende 1984 in den Handel, ergänzt um separat zu erwerbende Erweiterungsbaugruppen wie Arbeitsspeicherzusätze und verschiedene zunächst nur von Kompaktkassette ladbare Programmiersprachen.
Zwischenzeitlich geänderte Planungsvorgaben verlagerten ab 1985 den Einsatzschwerpunkt des nun „Kleincomputer“ genannten Geräts hin zu Bildungseinrichtungen und zur Produktion. Dem wurde neben geringfügigen technischen Überarbeitungen auch durch die Umbenennung in Robotron KC 85/1 Rechnung getragen.
Zusätzliche Verbesserungen für eine effizientere Produktion und der Einbau der Programmiersprache BASIC führten schließlich 1987 zu einer weiteren, abwärtskompatiblen Gerätegeneration. Die wiederum an die Jahreszahl angelehnte neue Bezeichnung Robotron KC 87 diente zudem zur Kenntlichmachung der Inkompatibilität zu den konkurrierenden Computermodellen KC 85/2, KC 85/3 und KC 85/4 des VEB Mikroelektronik aus Mühlhausen. Mit beginnender Produktion des offiziellen Nachfolgemodells, des Bildungscomputers A 5105, stellte man im Frühjahr 1989 die Fertigung des KC 87 ein.
Von Z 9001, KC 85/1 und KC 87 wurden zusammen insgesamt etwa 30.000 Geräte ausgeliefert.

## Geschichte
In der Zeit des Kalten Krieges waren den RGW-Staaten der Zugang und die Einfuhr von Hochtechnologie, wozu zunächst Rechentechnik im Allgemeinen und später die Mikroelektronik im Speziellen zählte, durch das CoCom-Embargo weitestgehend verwehrt. Den vorhandenen Bedarf deckte man kurzerhand durch Nachentwicklung illegal beschaffter Technik mittels Reverse Engineering. Dank dieser und weiterer Anstrengungen verfügte die DDR ab den späten 1960er Jahren über eigenentwickelte elektronische Großrechentechnik in Form des Robotron 300. Der erste in der DDR gefertigte Mikroprozessor, ein Nachbau des zu diesem Zeitpunkt bereits fünf Jahre alten Intel 8008, kam mit dem U808 im Herbst 1977 hinzu.

### Rahmenbedingungen
Zur Befriedigung der ab Anfang der 1980er Jahre auch im Bildungs- und Privatsektor aufgekommenen Computernachfrage beschloss die Staatsführung eine verstärkte Ausweitung von Entwicklungs- und Produktionsaktivitäten auf den Konsumgüterbereich. Im Gegensatz zu bereits existierender Unterhaltungselektronik wie dem seit 1979 produzierten Bildschirmspiel 01 und dem seit 1982 erhältlichen Schachcomputer SC 2 sollten die Neuentwicklungen vor allem die Möglichkeit zur Programmierung durch den Benutzer bieten.
Mitarbeiter etablierter Elektronikhersteller wie dem Dresdner VEB Robotron und dem Mühlhäuser VEB Mikroelektronik arbeiteten ohnehin bereits an Machbarkeitsstudien für Heimcomputer. Daher griffen sie die staatlichen Direktiven zur Umsetzung eines solchen Prestigeobjektes nur allzu bereitwillig auf. So wurde das industriell geprägte „Erzeugnisprogramm Dezentrale Datentechnik“ des VEB Robotron ab Ende 1982 innerhalb kürzester Zeit um entsprechende Kapazitäten erweitert. Das „Realisierungskonzept Heimcomputer auf Basis U 880“ startete nur wenig später im Januar 1983 im hauseigenen Zentrum für Forschung und Technik in Dresden. Zur selben Zeit nahmen die Verantwortlichen des VEB Mikroelektronik in Mühlhausen ebenfalls die Gelegenheit wahr und riefen ein ähnliches, jedoch von den Dresdener Bemühungen unabhängiges Jugendprojekt „Videocomputer“ ins Leben. Dieses unkoordinierte Vorgehen beider Betriebe sorgte durch die damit hervorgerufene, in der DDR-Planwirtschaft nicht gern gesehene Konkurrenzsituation für Verstimmungen bis hinauf in höchste politische Kreise. Schlussendlich blieb es jedoch bei beiden Vorhaben, wohl in der Annahme, dass ein Hersteller allein den riesigen Bedarf an Heimcomputern in der DDR nicht würde decken können. Der von beiden Einrichtungen jeweils zu entwickelnde Heimcomputer sollte, den Anweisungen des Ministeriums für Elektrotechnik und Elektronik folgend, erschwinglich und robust mit kompakten Abmessungen sein.

### Entwicklungsvorgaben

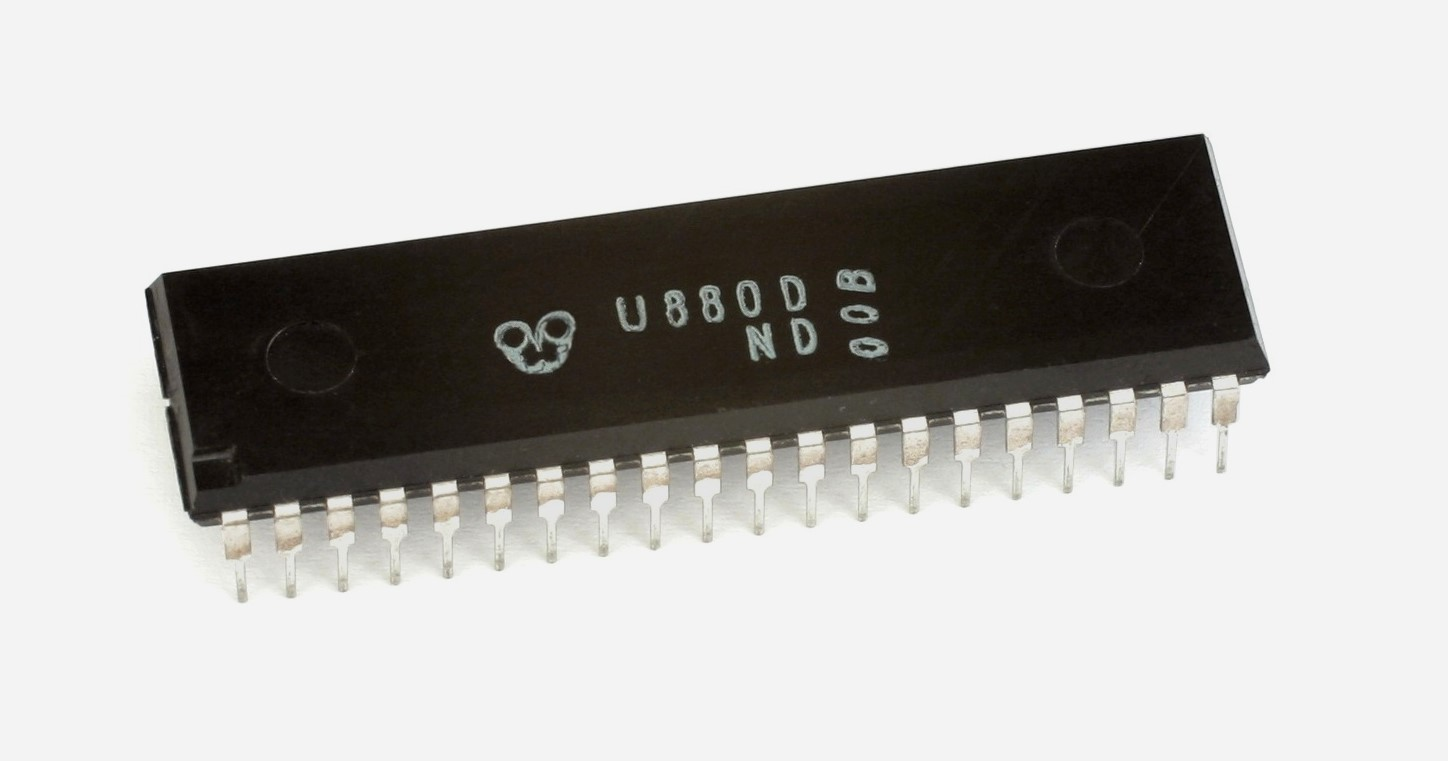
Mikroprozessor U880

Die staatlichen Planungsvorgaben für die zumeist jungen Ingenieure und Mitarbeiter der entsprechenden Entwicklergruppe („Jugendforscherkollektiv“) vom Zentrum für Forschung und Technik des VEB Robotron in Dresden sahen ein erweiterungsfähiges Kompaktgerät mit integrierter Tastatur und möglichst geringen Material- und Herstellungskosten vor. Die üblicherweise in den DDR-Privathaushalten vorhandene Heimelektronik wie Fernseher und Kassettenrekorder musste durch den Rechner verwendet werden können.
Um die Produktionsabläufe möglichst effizient zu halten, sollten bei der Fertigung einfachste Bauteile und -gruppen Verwendung finden. Aufgrund des CoCom-Embargos musste bei der Konstruktion auf integrierte Schaltkreise ausschließlich aus DDR- bzw. RGW-Produktion zurückgegriffen werden. Die engen Vorgaben bezüglich der geringen Herstellungskosten bei gleichzeitig geforderter Robustheit im Alltagseinsatz waren dabei nur durch eine Systemarchitektur realisierbar, die auf dem preisgünstigen und einsatzerprobten 8-Bit-Mikroprozessor U880 nebst standardisierten elektronischen Beschaltungsbausteinen basierte. Hochaufgelöste Rastergrafik („Vollgrafik“) und Anschlüsse für spezielle Peripheriegeräte fielen dem Kostendruck und fehlendem Platz im materialsparenden und daher klein zu dimensionierenden Gehäuse zum Opfer. Die Konzeption des Computers als modulares System mit Erweiterungsschächten („Bus-Expansionsinterface“) sah jedoch eine einfache Nachrüstbarkeit vor. Die im Zentrum für Forschung und Technik erarbeiteten Vorschläge wurden ab Mitte 1983 anhand von Prototypen im Dresdner Werk VEB Robotron-Meßelektronik, dem späteren Hersteller, überprüft.

### Prototypen

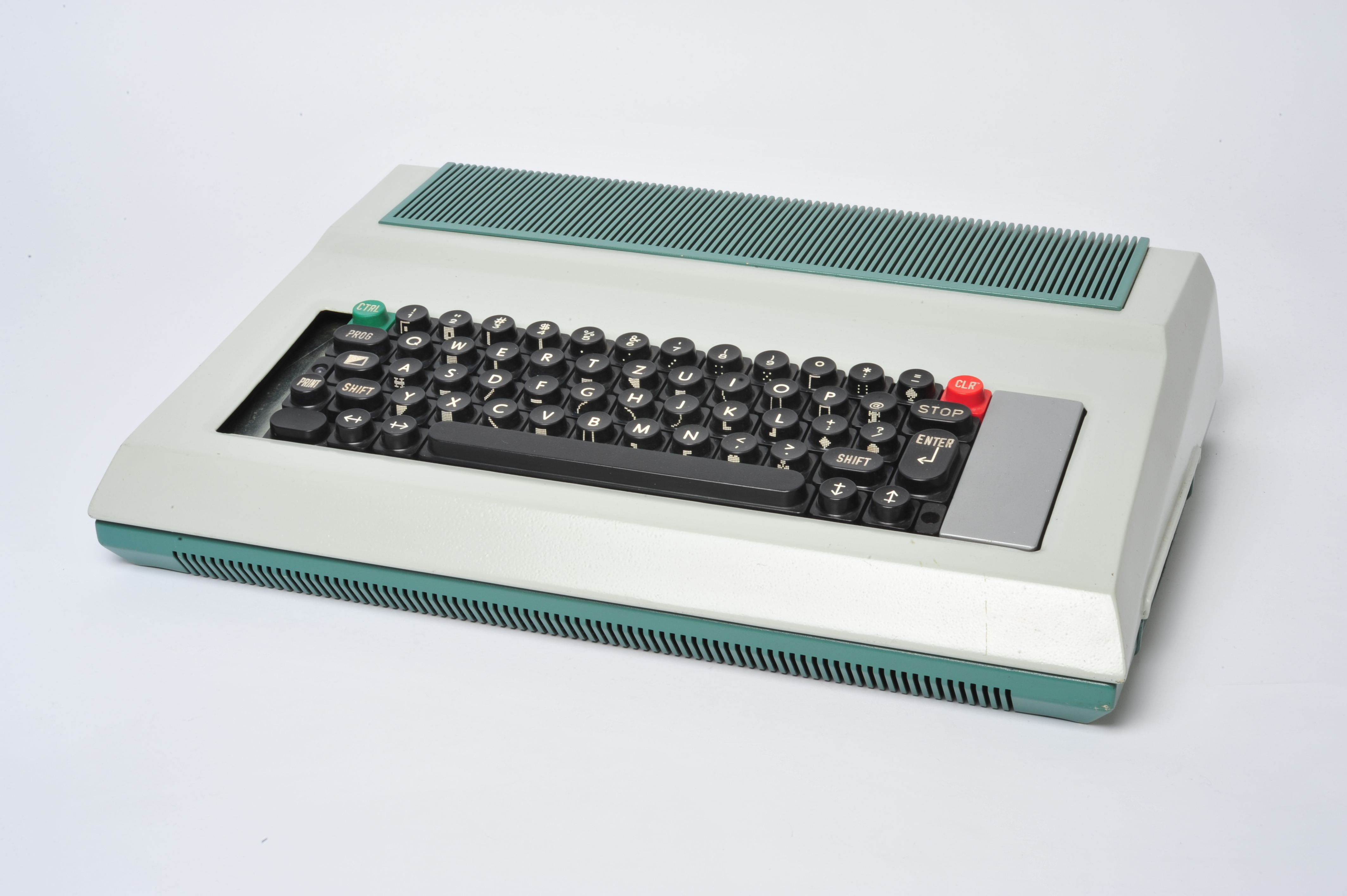
Ein Prototyp des Z 9001 aus den Technischen Sammlungen Dresden

Die ersten drei funktionell gleichen Prototypen mit der am Namen einer Mitarbeiterin angelehnten internen Bezeichnung SHAFY wurden am 1. Juli (Modell 01/83), am 9. September (Modell 02/83) und am 16. September 1983 (Modell 03/83) fertiggestellt. Diese teilweise noch erhaltenen Muster basieren auf handverdrahteten Lochrasterplatinen mit 2 Kilobyte (KB) Arbeitsspeicher, 4 KB Festwertspeicher nebst CP/M-orientierter Systemsoftware, Zeichengenerator und einer vollwertigen Schreibmaschinentastatur. Die Modelle 01/83 und 03/83 wurden zur Entwicklung von Software und für ausführliche Tests genutzt, um zukünftige kostenintensive Reklamationen und Reparaturen zu vermeiden. Das Modell 02/83 diente überwiegend Demonstrationszwecken.
Nachdem sämtliche Tests erfolgreich verlaufen waren und die Produktion wirtschaftlich effizient umsetzbar schien, wurde ab Ende 1983 die Serienproduktion geplant. Das „Entwicklung, Überleitung und Produktion des Heimcomputers Z 9001“ genannte Projekt wurde auch von politischer Seite unterstützt („Initiativthema“ der SED) und durch Bereitstellung zusätzlicher Mitarbeiter aus der FDJ gefördert. Bürokratische Hindernisse wurden abgebaut, sodass der Prozess nach elf Monaten abgeschlossen werden konnte. Eine der wenigen der Kostenoptimierung für die Serienproduktion zum Opfer gefallenen Prototypenkomponenten war die Schreibmaschinentastatur. Sie wurde durch eine preisgünstige Elastomer-Matte ersetzt, wie sie in kleineren Abmessungen auch bei Taschenrechnern zum Einsatz kam. Daneben wurde die Kapazität des ab Werk zu verbauenden Arbeitsspeichers unter anderem durch zwischenzeitlich aufgekommene preisgünstigere Speicherbausteine von 2 auf 16 KB erhöht.
Während der gesamten Entwicklungszeit vereinbarten und implementierten die Ingenieure der Computerprojekte in Dresden wie auch in Mühlhausen gemeinsame Standards zum einfachen Softwareaustausch zwischen ihren beiden Heimcomputersystemen. Dies betraf in erster Linie die Benutzung ein und desselben BASIC-Interpreters sowie ein standardisiertes Aufzeichnungsverfahren für die anzuschließenden Kassettenrekorder.
Der serienreife, fortan Z 9001 genannte Computer wurde – wie das inzwischen fertiggestellte Konkurrenzprodukt HC 900 aus Mühlhausen auch – 1984 unter großem Aufsehen auf der internationalen Leipziger Frühjahrsmesse der Weltöffentlichkeit vorgestellt.

### Z 9001
Da Privathaushalte und Bildungseinrichtungen Mitte der 1980er Jahre in der DDR nicht flächendeckend mit Farbfernsehgeräten ausgestattet waren, erschien der Z 9001 in zwei Varianten. Die preiswerteren Grundmodelle mit der Bezeichnung Z 9001.10 verfügten lediglich über eine Schwarzweiß-Ausgabe, die der Reihe Z 9001.11 über Farbausgabe. Die Schwarzweißgeräte konnten durch einen später erhältlichen Aufrüstsatz durch Fachwerkstätten auf Farbausgabe umgestellt werden.
Die Herstellung der Computer erfolgte in mehreren Produktionsbereichen. Die von der Robotron-Niederlassung in Riesa gelieferten, vollständig bestückten Leiterplatten wurden in Radebeul (Werk I) und Pockau (Werk II) mit den dort gefertigten Gehäusen und Tastaturen zum Endprodukt zusammengesetzt, geprüft und ausgeliefert. Die dem Computer auf Kompaktkassette beigelegte wie auch die zusätzliche separat bestellbare Software wurde durch den VEB Deutsche Schallplatten (Amiga) bereitgestellt.
Die erste Serie ging anlässlich des 35. Jahrestages der Gründung der DDR im September 1984 in Produktion. Davon gelangten lediglich etwa 50 Exemplare in den freien Handel. Die restlichen der ersten 100 bis Dezember 1984 produzierten Geräte wurden an das Schülerrechenzentrum in Dresden und an die Heinrich-Hertz-Spezialschule in Berlin geliefert. Ab 1985 wurden die Geräte mit geringfügig überarbeiteter Leiterplatte (Serie 85) ausgeliefert und die Produktionszahlen erhöht. Das Sortiment der ab Computermarkteinführung erhältlichen Speichererweiterungsmodule wurde um Druckerschnittstellen und eine verbesserte, externe Grafikbaugruppe ergänzt.

### KC 85/1
Staatliche Entscheidungen verlagerten 1985 den Einsatzschwerpunkt der für den Privatgebrauch entwickelten Computer verstärkt auf den Bereich der Bildung und Wirtschaft. Damit einhergehend erfolgte die Umbenennung des Heimcomputers Z 9001 in Kleincomputer Robotron KC 85/1 (kurz KC 85/1), das Mühlhäuser Konkurrenzprodukt HC 900 erhielt den neuen Namen KC 85/2. Die technisch weitestgehend unveränderten KC-85/1-Geräte wurden erstmals auf der Leipziger Frühjahrsmesse vorgestellt und ab März 1985 in größeren Stückzahlen produziert und an Bildungseinrichtungen geliefert. Eine Kompatibilität zum ähnlich benannten, aber wesentlich teureren Gerät KC 85/2 des Herstellers VEB Mikroelektronik Mühlhausen besteht trotz des gemeinsamen BASIC-Dialekts und Datenspeicherformates nicht.
Beim Z 9001 und KC 85/1 war die Programmiersprache BASIC nicht im Festwertspeicher des Computers enthalten, sondern musste von Kassette in den Arbeitsspeicher geladen werden. Dadurch standen in der Grundversion ohne Speichererweiterung nach dem Laden lediglich etwa 5 KB Arbeitsspeicher zur freien Verfügung, was die Einsatzmöglichkeiten der Rechner erheblich einschränkte. Die nötige Weiterentwicklung zur gemeinsamen Integration von Betriebssystem und BASIC im Festwertspeicher sowie die damit verbundene Überarbeitung der Leiterplatte begannen im September 1985 mit dem Projekt „Z 9002“.

### KC 87
Nach diversen ab 1985 im Rahmen des Projektes „Z 9002“ eingeleiteten technischen Verbesserungen erhielt das bis 1987 aktualisierte Gerät ob des großen Änderungsumfangs die Neubezeichnung Kleincomputer Robotron KC 87. Die im Gerätenamen verwendete Zahl deutet dabei auf den angedachten Produktionsbeginn 1987 hin. Erste Muster waren der Öffentlichkeit bereits 1986 auf Messen in Dresden und Leipzig zugänglich. Bis zum Abschluss der Entwicklungsarbeiten im März 1987 wurden hauptsächlich Vorserienmodelle (KC 87.10 und KC 87.11) hergestellt und in erster Linie zu Entwicklungs-, Test- und Demonstrationszwecken eingesetzt.
Die reguläre Serienproduktion begann im April 1987. Die Varianten KC 87.20 und KC 87.21 verfügen über Konfigurationsmöglichkeiten des eingebauten BASIC zur Ansteuerung der separat erhältlichen Vollgrafikbaugruppe oder entsprechender Plotter. Sämtliche im Jahr 1987 produzierte Geräte waren ausschließlich für Bildungseinrichtungen und Betriebe gedacht. Ab 1988 gelangte von den jährlich 8.000 hergestellten Computern erstmals ein Teil in den regulären Einzelhandel zur Versorgung der Bevölkerung. Die Auslieferung erfolgte in RFT-Fachfilialen und Centrum-Warenhäuser über zuvor hinterlegte „Kundenbedarfslisten“. Zur besseren Unterscheidung wurden die für den Vertrieb an „gesellschaftliche Bedarfsträger“ wie Bildungseinrichtungen und Betriebe gedachten Geräte fortan mit der Modellbezeichnung KC 87.30 bzw. KC 87.31 versehen. Die Produktion des KC 87 lief im März 1989 planmäßig zugunsten des Bildungscomputers Robotron A 5105 (abgekürzt BIC A 5105) aus. Von Z 9001, KC 85/1 und KC 87 wurden zusammen insgesamt etwa 30.000 Geräte ausgeliefert.
| Modellbezeichnung | Bildschirmausgabe | Besonderheiten                                         | Preis (Jahr)                        |
| ----------------- | ----------------- | ------------------------------------------------------ | ----------------------------------- |
| Z 9001.10         | schwarzweiß       | BASIC muss von Kassette oder Steckmodul geladen werden | EVP 1550 M (1985)                   |
| Z 9001.11         | farbig            | BASIC muss von Kassette oder Steckmodul geladen werden | EVP 1940 M (1985)                   |
| KC 85/1.10        | schwarzweiß       | BASIC muss von Kassette oder Steckmodul geladen werden | EVP 1550 M (1985)                   |
| KC 85/1.11        | farbig            | BASIC muss von Kassette oder Steckmodul geladen werden | EVP 1940 M (1985)                   |
| KC 87.10          | schwarzweiß       | BASIC im ROM                                           | IAP 3005 M (1987)                   |
| KC 87.11          | farbig            | BASIC im ROM                                           | IAP 3390 M (1987)                   |
| KC 87.20          | schwarzweiß       | BASIC im ROM, für Vollgrafikbefehle vorbereitet        | EVP 2150 M (1989) EVP 960 M (1990)  |
| KC 87.21          | farbig            | BASIC im ROM, für Vollgrafikbefehle vorbereitet        | EVP 2450 M (1989) EVP 1300 M (1990) |
| KC 87.30          | schwarzweiß       | wie KC 87.20, vermutlich nur für Wirtschaft            | unbekannt                           |
| KC 87.31          | farbig            | wie KC 87.21, vermutlich nur für Wirtschaft            | EVP 3300 M (1988)                   |

## Technische Details
Die Grundgeräte enthalten jeweils die elektronischen Baugruppen Rechnereinheit mit Hauptprozessor (englisch Central Processing Unit kurz CPU), Speichereinheit mit Arbeits- und Festwertspeicher, Tastatur, Bildschirmansteuerung, Peripherieanschlüsse und Stromversorgung. Die Rechner verfügen über vier Modulsteckplätze (herausgeführter Parallelbus), wobei der Stromverbrauch von eingesteckten Modulen bei der Dimensionierung des Computernetzteiles berücksichtigt wurde. Zum Lieferumfang gehörten neben dem Grundgerät eine Programmkassette, ein Netzkabel, eine Netzsicherung, ein Antennenkabel bzw. RGB-Kabel zum Anschluss eines Fernsehgeräts und die aus Bedienungsanleitung, Programmierhandbuch sowie einem Anhang zum Programmierhandbuch bestehende Dokumentation.

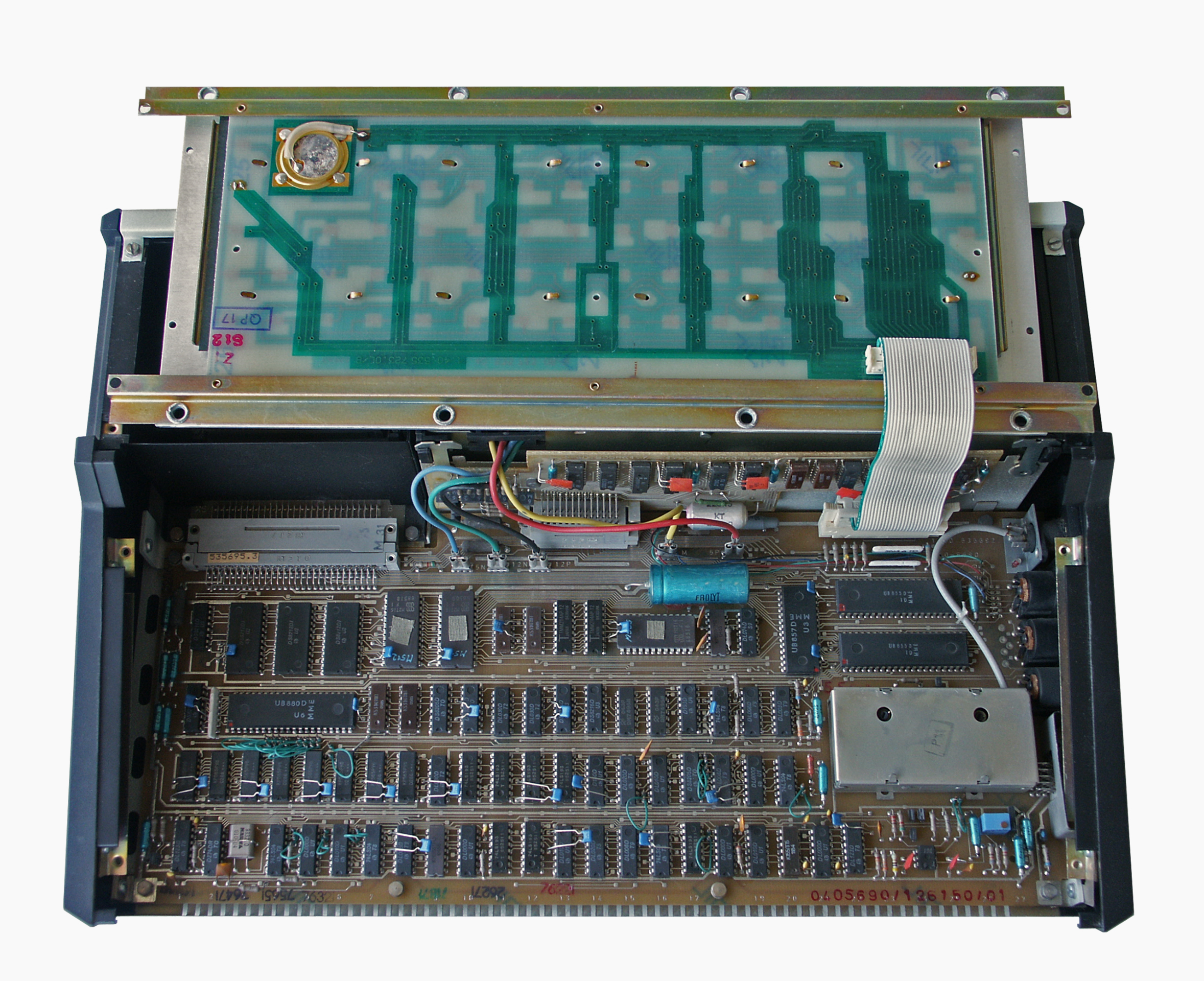
Gehäuseinneres des KC 85/1
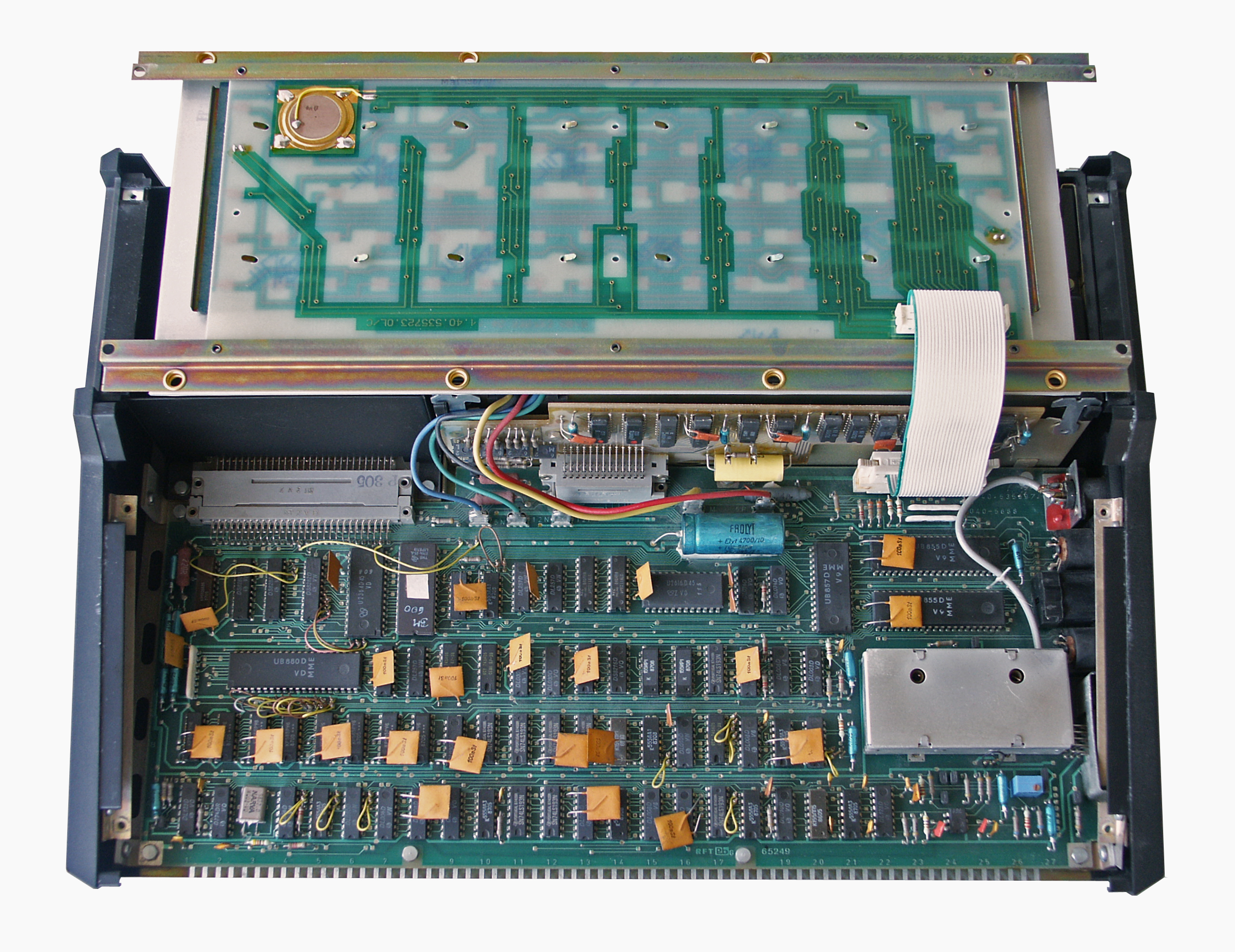
KC 87 mit revidierter Leiterplatte

### Hauptprozessor
Die Systemarchitektur basiert auf einem mit 2,5 MHz getakteten U880-Mikroprozessor, der in fast allen zeitgenössischen DDR-Computern eingesetzt wurde. Dieser nicht autorisierte Nachbau des Z80-Mikroprozessors von Zilog kann auf einen Adressraum von 65.536 Byte zugreifen, was auch die theoretisch mögliche Obergrenze des Arbeitsspeichers von 64 Kilobyte (KB) festlegt. Aus praktischen Gründen ist es üblich, für Adressen anstelle der dezimalen Notation die hexadezimale zu verwenden. Dieser wird zur besseren Unterscheidbarkeit üblicherweise ein $-Symbol vorangestellt. Den Adressen von 0 bis 65.535 in dezimaler Notation entsprechen im hexadezimalen System die Adressen $0000 bis $FFFF.

### Speicher und Speicheraufteilung
Der vom Hauptprozessor benutzbare Adressraum unterteilt sich bei allen Geräten in Bereiche für das Betriebssystem, Arbeitsspeicher, Festwertspeicher, Erweiterungen und den Grafikspeicher.
Das 4 KB umfassende, an CP/M-80 orientierte Betriebssystem Z9001-OS befindet sich im obersten Speicherbereich von $F000 bis $FFFF. Es ist beim Z 9001 in zwei EPROM-Bausteinen untergebracht, beim KC 87 dagegen in einem ROM-Baustein. Zum Vorhalten von Systemvariablen nutzt das Betriebssystem den untersten von $0000 bis $021F reichenden Bereich des ab Werk 16 KB umfassenden Arbeitsspeichers.
Für den Anwender stehen etwa 15 KB RAM von $0220 bis $3FFF zur freien Verfügung. Bei Verwendung der maximal möglichen zwei RAM-Erweiterungsmodule à 16 KB im Speichersegment von $4000 bis $BFFF erhöht sich die Kapazität des nutzbaren Arbeitsspeichers auf 47 KB. Beim Z 9001 und KC 85/1 muss zur Programmierung mit BASIC die etwa 10 KB umfassende Programmiersprache von Kassette in den RAM-Speicher von $0300 bis $3FFF geladen werden. Ohne RAM-Erweiterung stehen damit lediglich 5 KB RAM für eigene Programme zur Verfügung. Wird das BASIC dagegen durch ein Steckmodul bereitgestellt, bleibt es bei etwa 15 KB nutzbarem Arbeitsspeicher.
Beim KC 87 ist der BASIC-Interpreter bereits ab Werk im Festwertspeicher (ROM) des Computers und bei Z 9001 sowie KC 85/1 bei gestecktem ROM-Modul jeweils unter den Adressen $C000 bis $E7FF zu finden. Der zur Textdarstellung benötigte Bildspeicher reicht bei Z 9001 und KC 85/1 von $EC00 bis $EFFF, im Falle von Farbausgabe ergänzt um entsprechenden Farbspeicher im Bereich von $E800 bis $EBFF.

### Grafik- und Tonerzeugung
Die Computer verfügen in der Grundausstattung lediglich über einen Zeichengenerator mit einem Textmodus von wahlweise 40 × 20 oder 40 × 24 Zeichen à 8 × 8 Bildpunkte. Der nicht änderbare Zeichensatz stellt 128 alphanumerische und Steuerzeichen sowie 128 Grafiksymbole für sogenannte Quasigrafiken bereit. Die Verwendung der Grafiksymbole erlaubt nach Angaben des Herstellers eine für viele Anwendungen ausreichende Darstellung. Ein hochauflösender Rastergrafikmodus („Vollgrafik“) steht nicht zur Verfügung, kann jedoch extern nachgerüstet werden. Die Schwarzweiß-Bildausgabe der Grundversionen KC 87.10, KC 87.20 und KC 87.30 erfolgt über den koaxialen HF-Antennenanschluss an einem handelsüblichen Fernsehgerät. Die Varianten KC 87.11, KC 87.21 und KC 87.31 mit einer ab Werk verbauten „Farbkarte“ ermöglichen über einen RGB-Anschluss die Darstellung von je acht Vorder- und Hintergrundfarben.
Die beiden in den Rechnern enthaltenen Ein- und Ausgabeschaltkreise mit der Modellnummer U855 (englisch Parallel Input Output kurz PIO) ermöglichen den Betrieb der Tastatur und die Benutzung von Joysticks („Spielhebel“), die Ansteuerung des Kassettenrekorders und eine programmierbare Tonerzeugung (einstimmig, mono). Die Tonausgabe erfolgt entweder über den im Computer eingebauten Lautsprecher oder einen externen Verstärker.

### Schnittstellen für Ein- und Ausgabe
Zum Anschluss von Peripherie verfügen die Rechner über verschiedene Schnittstellen, die vom verbauten U855 oder U857 (englisch Counter Timer Circuit kurz CTC) angesteuert werden. Dazu zählen die Buchse mit digitalen Ein- und Ausgabekanälen für spezielle Anwendungen und ein Joystick-Anschluss mit fünfpoliger DIN-Buchse für die von Robotron produzierten Joysticks. Des Weiteren stehen Steckplätze im Modulschacht für bis zu vier Erweiterungen bereit.

## Peripherie

### Massenspeicher
In Zusammenhang mit vor allem westlichen Heimcomputern der 1980er Jahre kamen als Massenspeicher hauptsächlich Kassettenrekorder und Diskettenlaufwerke, im professionellen Umfeld bei den Personalcomputern zunehmend auch Fest- und Wechselplattenlaufwerke zum Einsatz. Die preisgünstigste Variante der Datenaufzeichnung durch Audiokassetten hat den Nachteil geringer Datenübertragungsraten und damit langer Ladezeiten, wohingegen die wesentlich schnelleren und verlässlicheren Disketten- und Plattenlaufwerke sehr viel teurer in der Anschaffung oder im Falle der DDR kaum erhältlich waren. Bei Erscheinen des Z 9001 standen zur Datenaufzeichnung lediglich Kassettenrekorder und Tonbandsysteme zur Verfügung. Diskettensysteme kamen erst einige Zeit nach Veröffentlichung des KC 87 ab Ende des Jahres 1988 und auch nur in Kleinstserien hinzu.

#### Kassettensysteme
Alle Robotron-Kleincomputer verfügen über einen Anschluss zur Speicherung von Programmen und Daten auf Kompaktkassetten durch handelsübliche Kassettenrekorder. Speziell zum Gebrauch mit Computern wurden Geräte kleinerer Abmessungen, wie etwa die Typen Geracord, Datacord und später LCR-C DATA des Herstellers VEB Elektronik Gera, zum Kauf angeboten. Die mittlere Datenübertragungsrate durch die Schnittstelle beträgt etwa 1.000 Bit/s. Auf einer doppelseitig bespielten 60-Minuten-Audiokassette können 300 bis 360 KB Daten gespeichert werden.

#### Diskettensysteme
Gegen Ende des Jahres 1988 wurde für die KC-Computer ein vom Zentralinstitut für Kernforschung in Rossendorf bei Dresden entwickeltes Diskettensystem der Öffentlichkeit vorgestellt. Das System umfasst verschiedene Komponenten zum Anschluss an den Computer und ein Beistellgerät, das zwei 5¼-Zoll-Laufwerksmechaniken beispielsweise vom Typ Diskettenspeicher K5601 enthalten kann. Die Anbindung zum Computer erfolgt über ein Steckmodul, das sämtliche Ansteuerungselektronik und ein 26-poliges Kabel zum Verbinden mit dem Diskettengerät enthält. Es erlaubt den Betrieb von maximal zwei Laufwerken mit Speicherkapazitäten von bis zu 800 KB pro Diskette.
Als Diskettenbetriebssystem wurde das CP/M-kompatible SCP mitgeliefert, das einen auf 64 KB ausgebauten Arbeitsspeicher voraussetzt. Durch Speicherbankumschaltung („Schatten-RAM“) erlaubt SCP das schnelle Zwischenspeichern von variablen Systemdaten, was zu einer verringerten Anzahl von mechanischen Diskettenzugriffen und damit zu kürzeren Ladezeiten führt.

### Tastatur
Die integrierte alphanumerische Elastomer-Tastatur enthält 65 Tasten in schreibmaschinenähnlicher QWERTZ-Anordnung. Sie ist aufgrund der kleinen, schwergängigen und nicht ergonomisch geformten Tasten sowie des fehlenden Druckpunktes für längeres Arbeiten kaum geeignet und wurde von vielen Anwendern, insbesondere im industriellen Bereich, durch komfortablere Varianten (beispielsweise Schreibmaschinentastaturen) ersetzt. In das Tastaturfeld sind zwei Kontroll-Leuchtdioden (LED) eingelassen; die rote LED auf der rechten Seite leuchtet nach dem Einschalten des Rechners, die grüne LED auf der linken Seite zeigt die Umschaltung auf die Sonderzeichenbelegung der Tasten an.

## Erweiterungen
Die ausgelieferten Computer bieten lediglich eine Minimalausstattung an Hardware. Damit ist zwar ein eigenständiger Betrieb möglich, viele Aufgabenstellungen erfordern jedoch eine Aufrüstung. Abgesehen vom Bausatz zum Umrüsten der Computer-Grundvarianten auf Farbausgabe werden fast alle erhältlichen Erweiterungen am Expansionssteckplatz angeschlossen. Dabei stehen insgesamt vier Steckplätze für entsprechende Erweiterungsmodule zur Verfügung. Aufgrund bestehender Inkompatibilitäten zwischen manchen Erweiterungen können nicht in allen Fällen die vier Steckplätze gleichzeitig belegt werden.
Im Folgenden sollen nur die wichtigsten und häufig eingesetzten Erweiterungsmodule ausführlicher beschrieben werden. Im Anschluss folgt eine tabellarische Auflistung aller von Robotron produzierten Erweiterungen mit einer kurzen Funktionsbeschreibung.

### Speicheraufrüstungen

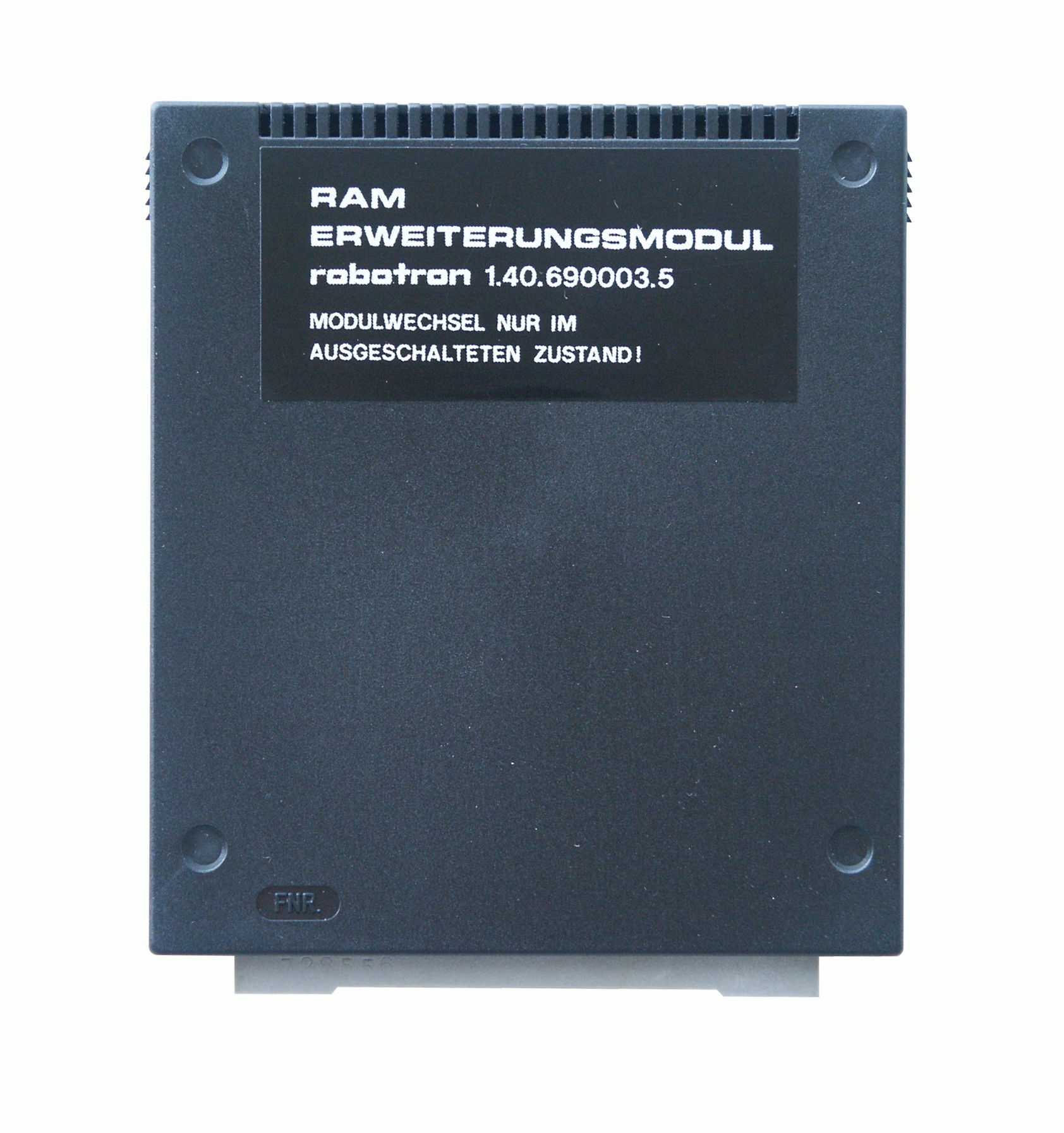
Erweiterungsmodul mit 16 KB RAM

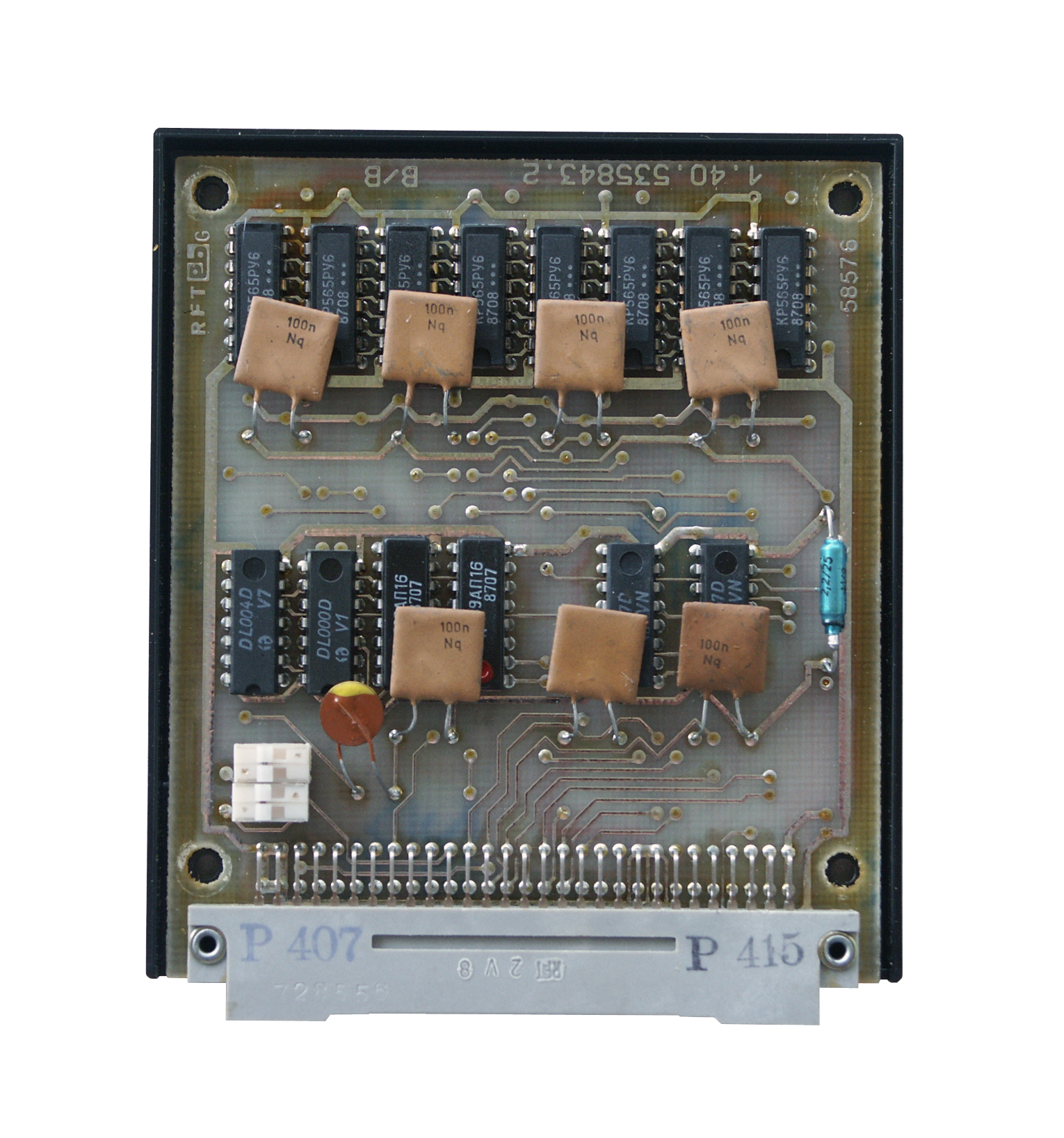
Das Innenleben des RAM-Erweiterungsmoduls

Zur Vergrößerung des Arbeitsspeichers stehen verschiedene, unter anderem von Robotron produzierte Erweiterungsmodule zur Verfügung. Mit Erscheinen des Z 9001 beschränkte sich aufgrund der hohen Herstellungskosten die Auswahl auf solche mit einer Speicherkapazität von lediglich 16 KB RAM und batteriegepufferten Versionen mit noch weniger, nämlich nur 4 KB jedoch statischen RAMs („SRAM“). Der SRAM diente hauptsächlich dem Zwischenspeichern variabler Daten, die auch nach dem Abschalten der Computer beispielsweise durch Netzausfälle noch zur Verfügung stehen sollten. Nach Entnahme des SRAM-Moduls aus dem Schacht ist ein Transferieren der darin enthaltenen Daten auch nach mehreren Wochen Lagerzeit auch auf andere Computer möglich. Ab 1989 war ein verbessertes SRAM-Modul mit einer Speicherkapazität von 10 KB erhältlich. Bei Verwendung von Speichererweiterungen muss ihnen der Benutzer manuell mithilfe von DIP-Schaltern jeweils einen zu belegenden Adressbereich (entweder von $4000 bis $7FFF oder von $8000 bis $BFFF) zuteilen.
Daneben existieren weitere RAM-Module mit höherer Speicherkapazität von Drittherstellern oder Bastlern, die jedoch erst nach dem Sinken der Preise gegen Ende 1988 aufkamen. Das Diskettensystem von Rossendorf beispielsweise enthält ein RAM-Modul mit einer Speicherkapazität von 64 KB.

### Ausbau auf Vollgrafik
Diese Erweiterung ergänzt die Darstellungsmöglichkeiten des Computers um einen hochaufgelösten monochromen Pixelgrafikmodus mit 256 × 192 Bildpunkten („Vollgrafik“). Die Baugruppe besteht aus der in einem externen Gehäuse verbauten Elektronik mit RGB-Bildsignalerzeugung und eigenem Videospeicher sowie einem Flachbandkabel zum Anschluss an einen der vier Erweiterungsteckplätze. Das Baugruppenchassis ist derart konstruiert, dass der darauf abzustellende Computer durch entsprechende Haltezapfen nicht verrutschen kann. Ein mechanischer Umschalter ermöglicht wahlweise das Anzeigen der Vollgrafik oder der Zeichensatzmodi des Computers am angeschlossenen Bildausgabegerät. Zum Betrieb werden zusätzliche 32 KB Arbeitsspeicher in Form zweier 16-KB-RAM-Module und auf Kassette mitgelieferte Treiberprogramme benötigt. Der Einsatz mit den von KC 87.20 und 87.21 verschiedenen Computern erfordert zudem das Plotter-Modul, das die Ansteuerung der Pixelgrafik mithilfe von BASIC-Befehlen ermöglicht. Soll die Baugruppe mit den nicht farbfähigen Computervarianten betrieben werden, so sind einige modifizierende Handgriffe an der Erweiterung auszuführen.

### Anschluss von Druckern, Plottern und externen Tastaturen
Die Computer verfügen ab Werk über keine Möglichkeiten zum Ansteuern eines Druckers. Vielmehr müssen je nach Druckertyp entweder Treiberprogramme geladen oder entsprechende Erweiterungsmodule nachgerüstet werden. So existieren Zusätze zum Betrieb der vom Büromaschinenwerk Sömmerda produzierten 9-Nadeldrucker mit den Bezeichnungen K6303, K6311 und K6312 beziehungsweise für den Thermodrucker K6304. Für den Betrieb der in der DDR erhältlichen tschechoslowakischen Plotter der Typen XY4131 und XY4141 war ebenfalls eine Erweiterung erhältlich. Dieses Plotter-Modul ergänzt zudem den BASIC-Standardbefehlssatz der Computer KC 87.10 und KC 87.11 und nach kleineren Anpassungen auch den von Z 9001 und KC 85/1 um entsprechende Vollgrafikbefehle.
Viele in der DDR weitverbreitete, mit einem Typenraddruckwerk ausgestattete elektronische Schreibmaschinen verfügen über die Möglichkeit, extern eingespeiste Daten drucken zu können. Sie wurden daher oft als preiswerte Ausgabesysteme insbesondere für Heimcomputersysteme eingesetzt. Zu den unterstützten Schreibmaschinen zählen die Baureihen S3000, Erika 3004, Erika 3005, Erika 3006, Erika 3015 und Erika 3016 vom Hersteller VEB Robotron Optima Büromaschinenwerk Erfurt sowie das Modell Erika 6005 vom VEB Mikroelektronik Erfurt. Diese Geräte erlauben bei Benutzung des Schreibmaschinen-Moduls zudem den Betrieb als komfortable Ersatztastatur für den Computer.

### Sonstige
Neben dem Einsatz im Bildungswesen wurden die Computer mangels Alternativen häufig auch zur Automatisierung in der Produktion eingesetzt. Die Anwendungen beschränkten sich dabei auf einfache Regelungsaufgaben beispielsweise in Gewächshäusern oder in der Robotik. Die dabei zu regelnden physikalischen Größen wie etwa Temperatur und Druck müssen vor der Auswertung in eine für den Computer verarbeitbare Form gebracht, d. h., das analoge Signal des Messfühlers muss in ein digitales umgewandelt werden. Die dafür benötigte Analog-Digital-Umsetzer-Erweiterung („ADU-Modul“) wurde häufig zusammen mit dem Eingabe-Ausgabe-Modul („E/A-Modul“) zum Ansteuern beispielsweise von externen Stellgliedern eingesetzt. Daneben dienten Computer mit ADU-Modul aber auch als Digital-Oszilloskop, das heißt zum Visualisieren sich zeitlich ändernder Messgrößen.
| Typenbezeichnung | Funktion                      | Beschreibung                                                                    | Preis                    |
| ---------------- | ----------------------------- | ------------------------------------------------------------------------------- | ------------------------ |
| 1.40.690003.5    | Speichererweiterung           | 16 KB RAM                                                                       | EVP 618 M                |
| 2-4002           | Speichererweiterung           | 4 KB SRAM                                                                       | Unbekannt                |
| Unbekannt        | Speichererweiterung           | 10 KB SRAM                                                                      | Unbekannt                |
| 1.40.690002.7    | Speichererweiterung           | 10 KB ROM                                                                       | Unbekannt                |
| 1.40.690001.0    | Programmiersprache            | BASIC                                                                           | EVP 785 M                |
| 1.40.690020.3    | Programmiersprache            | IDAS (Assembler Steckmodul)                                                     | EVP 755 M                |
| 1.40.690026.0    | Programmiersprache            | Editor/Assembler                                                                | EVP 368 M                |
| 1.40.690025.2    | Druckerschnittstelle          | Nadeldrucker K6311 oder K6312                                                   | IAP 422 M                |
| 1.40.690006.8    | Druckerschnittstelle          | Thermodrucker K6303                                                             | IAP 422 M                |
| 1.40.690021.1    | Schreibmaschinenschnittstelle | S6005                                                                           | EVP 685 M                |
| 1.40.690023.6    | EPROM-Brenner                 | 2K-EPROMs Typ U2716C                                                            | EVP 368 M                |
| 1.40.690009.2    | Analog-Digital-Umsetzung      | Digitalisierung von bis zu vier Gleichspannungen im Bereich von −99 bis +999 mV | EVP 662 M                |
| 1.40.690010.7    | Eingabe / Ausgabe             | U855-basierte Schnittstelle mit 16 Ports                                        | EVP 400 M                |
| 1.40.690032.4    | Spracheingabe                 | Digitalisierung und Spracherkennung                                             | EVP 343 M                |
| 1.40.690033.2    | Plotterschnittstelle          | Für den Plotter XY4130 oder das Vollgrafikmodul.                                | EVP 174 M                |
| 1.40.690016.4    | Farbzusatz                    | Ergänzungssatz Farbe (für Fernseher)                                            | Unbekannt                |
| 1.40.690005.1    | Farberweiterung               | Zum Einbau in den Computer                                                      | EVP 186 M                |
| 1.40.690007.6    | Spielhebelzusatz              | 1 oder 2 Spielhebel                                                             | Unbekannt oder EVP 125 M |
| 1.40.690007.7    | Spielhebeladapter             | Adapter zum Anschluss zweier Joysticks an Computer mit Farbausgabe              | Unbekannt                |
| 1.40.690017.2    | Adapter                       | Adapter zum Anschluss an den Userport                                           | EVP 68 M                 |

## Software
Bei der existierenden Software handelt es sich überwiegend um Eigenentwicklungen aus der DDR. Umsetzungen von Programmen westlicher Z80-basierter Heimcomputersysteme waren aufgrund technischer Unterschiede in der Regel sehr aufwändig und wurden lediglich von den in ihren Grafikmöglichkeiten ebenfalls sehr eingeschränkten Rechnern ZX80 und ZX81 vorgenommen. Die für den Z 9001 bzw. KC 87 erstellten höheren Programmiersprachen waren ebenso nicht mit denen westlicher Systeme kompatibel, da der Befehlssatz größtenteils auf die Eigenheiten der DDR-Computer optimiert wurde. Am einfachsten ist der Programmaustausch und die entsprechende Anpassung von Software mit den Rechnern der Reihe KC 85/2 bis KC 85/4, die über eine ähnliche Systemarchitektur verfügen und sich im Datenspeicherformat und BASIC-Dialekt gleichen. Bei speziellen Aufgabenstellungen war es oftmals wirtschaftlicher, entsprechende Software von Grund auf neu zu entwickeln.

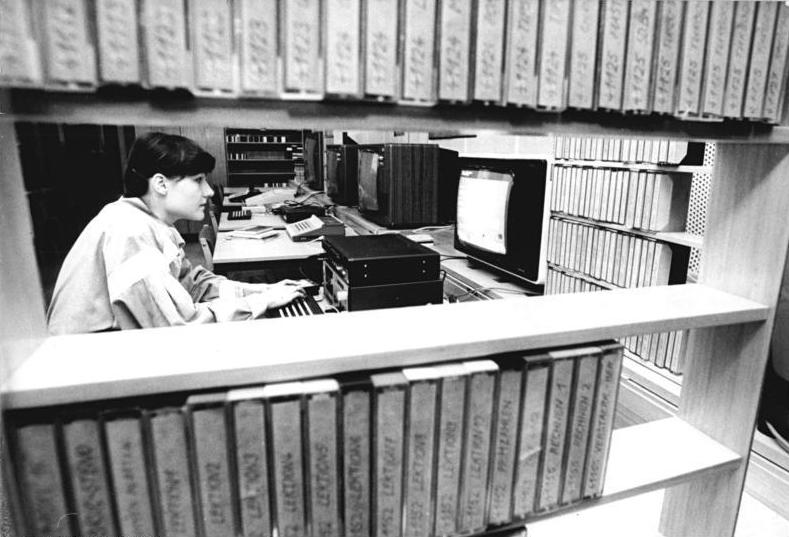
DDR-Softwarebibliothek in Dresden (1989)

Wie bei anderen Heimcomputern auch erfolgte der Vertrieb von Software auf verschiedenen Datenträgern. Die preiswerten Kompaktkassetten waren durch die starke mechanische Beanspruchung des Magnetbandes sehr anfällig für Fehler und ihr Einsatz war oft mit langen Ladezeiten verbunden. Bei den in der Herstellung vielfach teureren ROM-Modulen dagegen standen die darin enthaltenen Programme sofort nach dem Einschalten des Computers zur Verfügung, was insbesondere bei Systemsoftware und oft genutzten Anwendungen wie etwa Programmiersprachen von großem Vorteil war. Neben den mit fest verbauter Software ausgelieferten Modulen existiert zudem ein frei bestückbares ROM-Modul (Typenbezeichnung 690 002.7). Auf den darin befindlichen Sockeln finden bis zu fünf EPROMs à 2 KB Platz, die zuvor häufig mit dem ebenfalls von Robotron erhältlichen EPROM-Programmiergerät mit Daten versehen wurden.
Die Verbreitung von Software sowie der Austausch von Erfahrungen erfolgten vor allem durch private Kontakte sowie über Zeitungsanzeigen, bei Messen, durch Abdruck von Programmen in Zeitschriften und durch Ausstrahlung im Rundfunk, wie beispielsweise in der Sendung Rem. Von staatlicher Seite wurde die Erstellung von Software beispielsweise über die Gesellschaft für Sport und Technik (GST) mit ihrer Sektion Computersport gefördert. Zu deren Aktivitäten gehörte auch das Organisieren und Austragen von öffentlichen Wettkämpfen, den „Programmierolympiaden“.
Beschränkungen der Weitergabe durch Urheberrechtsschutz und damit verbunden Kopierschutzmechanismen existierten nicht. Der Verkauf im Handel spielte nur für die durch Robotron entwickelten Programme eine, wenn auch untergeordnete, Rolle. Ein kommerzielles Softwareangebot vergleichbar mit dem Heimcomputer-Markt in Westeuropa oder Nordamerika existierte weder für Anwendungssoftware noch im Spielebereich.

### Systemprogramme

Einschaltmeldung des KC 87.X1

Zur Konfiguration der Computer-Hardware dient das im Festwertspeicher enthaltene Betriebssystem Z9001-OS, je nach Computertyp in geringfügig voneinander verschiedenen Versionen. Es basiert auf dem von Digital Research 1974 für Intel-8080- und Zilog-Z80-Referenzsysteme vorgestellten Betriebssystem CP/M-80. Vom Original unterscheidet es sich durch einige von den Robotron-Ingenieuren vorgenommene Modifikationen, wie etwa die Implementierung der Kassettenschnittstelle und die veränderte Speicherbelegung.
Zum Betrieb des Rossendorf-Diskettensystems wurde 1988 eine eigens angepasste Version von CP/M 2.2 mit dem Namen SCP bereitgestellt, die mit dem Z9001-OS gemeinsam betrieben werden kann. Sein interner Aufbau und Befehlsumfang entspricht im Wesentlichen dem von CP/M. Durch diese weitestgehende Kompatibilität steht prinzipiell auch die umfangreiche CP/M-basierte Programmbibliothek für die Computer zur Verfügung. Viele dieser Programme wie z. B. WordStar sind jedoch durch die eingeschränkten Grafik- und Tastaturmöglichkeiten von Z 9001 bzw. KC 87 nicht lauffähig, andere wie beispielsweise Turbo Pascal erfordern zum einwandfreien Betrieb entsprechende Modifikationen. Ein weiterer Vorteil von SCP sind die mitgelieferten Druckertreiber, die einen Einsatz des User-Ports als softwareseitige Druckerschnittstelle ermöglichen. Damit entfällt die Benutzung eines Druckermoduls, wodurch ein Steckplatz des durch das Diskettensystem ohnehin fast vollständig belegten Erweiterungsschachtes für weitere Peripherie frei bleibt. Neben der eigentlichen Systemsoftware enthält der SCP-Datenträger zudem das um Diskettenzugriffsbefehle erweiterte kompatible ZBASIC.

### Programmiersprachen
Aufbauend auf der Systemsoftware kam dem benutzerspezifischen Einsatz der Computer in unterschiedlichsten Anwendungsgebieten wie in Bildungseinrichtungen, aber auch in der Wirtschaft, große Bedeutung zu. Aufgrund eines praktisch nicht vorhandenen Softwaremarktes in der DDR mussten anfänglich nahezu alle Themengebiete durch eigenentwickelte oder anzupassende Software abgedeckt werden. Für die Z-9001- und KC-85/1-Computer standen bei Erscheinen lediglich das von Kassette zu ladende BASIC und Assemblersprache zur Verfügung. Weitere höhere Programmiersprachen kamen später hinzu, mit Aufkommen des Rossendorf-Diskettensystems auch leistungsfähige CP/M-basierte Compilersprachen wie Turbo-Pascal.

#### Assemblersprache
Die mäßige Ausstattung der Computer, die Bearbeitung zeitkritischer Probleme („Echtzeitanwendungen“) oder das Einbinden eigenentwickelter und damit nicht standardmäßig unterstützter Hardware erforderte in vielen Fällen speichereffizientes und hardwarenahes Programmieren. Dies war bei U880-basierten Geräten ausschließlich durch die Verwendung von Assemblersprache mit entsprechenden Übersetzerprogrammen, den Assemblern, möglich. Zur Eingabe der Programmanweisungen („Sourcecode“) dient der häufig mitgelieferte Editor. Ebenfalls erhältliche Debugger vereinfachen die Fehleranalyse.
Anfänglich war lediglich der wenig komfortable SYPS-K-1520-Editor/Assembler (EDAS) auf Programmkassette mit der Typenbezeichnung R0121 bzw. 690 026.0 oder als Steckmodul erhältlich. Der später bei Erscheinen des KC 87 hinzugekommene Interpretative Dialogassembler (IDAS) erlaubte neben der üblichen Assemblierung des gesamten Quellcodes in einem Stück auch – einem Interpreter gleich – ein zeilenweises Abarbeiten. Diese Technik ist bei der ansonsten schwer zu beherrschenden Assemblerprogrammierung insbesondere für eine effiziente Fehlerdiagnose von großem Vorteil. Auch IDAS wurde mit zugehörigem Editor und einem Maschinensprachemonitor auf Kompaktkassette mit der Typenbezeichnung R0122 oder als Steckmodul ausgeliefert. Für den Einsatz von IDAS mit Z 9001 und KC 85/1 waren kleinere Änderungen an der Platine des Steckmoduls vorzunehmen.
Weniger zeitkritische und hardwarenahe Anwendungen konnten mit den wesentlich übersichtlicheren und einfacher zu bedienenden, dafür aber in der Ausführung langsameren und weniger flexiblen Hochsprachen programmiert werden.

#### Interpreter-Hochsprachen

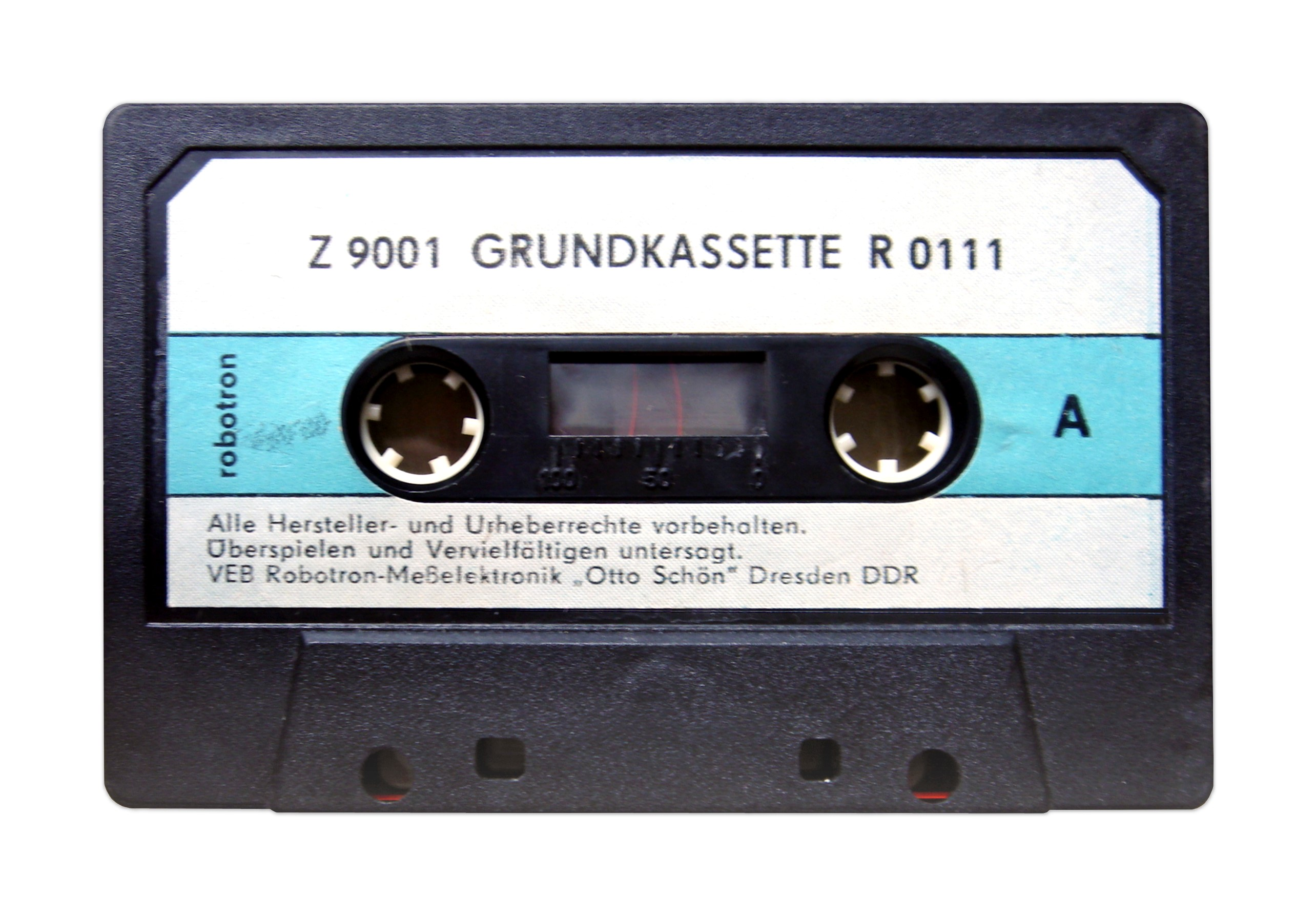
Die im Lieferumfang des Z 9001 enthaltene Kompaktkassette mit BASIC und weiteren Programmen

Mit dem Erscheinen des Z 9001 war gleichzeitig eine angepasste Version des K-1520-BASIC erhältlich. Diese vom Landwirtschaftlichen Institut Dummerstorf entwickelte BASIC-Variante basiert wiederum auf dem bereits in den späten 1970er Jahren für westliche Computer veröffentlichten Extended Microsoft BASIC.
Die Programmiersprache musste nach dem Start des Computers zunächst von Kassette in den mit 16 KB ohnehin nur spärlich vorhandenen Arbeitsspeicher eingelesen werden, womit die Nutzungsmöglichkeiten auf kleinere Programmierprojekte beschränkt blieben. Später wurde das BASIC auch als Steckmodul angeboten, was in Zusammenhang mit der maximal möglichen Speicheraufrüstung die Realisierung auch umfangreicherer Programmieraufgaben beispielsweise im Produktionseinsatz ermöglichte.
Das vom niederländischen Rundfunk entwickelte internationale Projekt BASICODE, das eine Vereinheitlichung der BASIC-Dialekte verschiedener Heimcomputer anstrebte, fand auch in einem entsprechenden Zusatzprogramm für die KC-Rechner von Robotron seinen Niederschlag.

#### Compiler-Hochsprachen
Neben dem einsteigerfreundlichen BASIC waren im Bereich der Software-Entwicklung auch anspruchsvollere Compiler-basierte höhere Programmiersprachen wie KC-Pascal (als Steckmodul PASMOD), Pretty C und Forth verfügbar. Die Vorteile dieser Sprachen liegen in der Geschwindigkeit der von ihnen erzeugten ausführbaren Programme, allerdings um den Preis erhöhter Hardwareanforderungen. Mit Pretty C erstellte Anwendungen erzielen beispielsweise für bestimmte Spezialfälle bis zu 30-fach höhere Ausführungsgeschwindigkeiten als vergleichbare Programme in BASIC, erfordern jedoch auch – damals kostenintensive – Aufrüstungen des Arbeitsspeichers auf mindestens 32 KB.
Stand dem Anwender ein Diskettensystem mit CP/M-kompatiblem Betriebssystem SCP zur Verfügung, konnte nach diversen Modifikationen ein Großteil der CP/M-basierten Programmiersprachen wie ZBASIC oder Turbo Pascal genutzt werden.

### Anwendungen und Spiele
Der Hersteller Robotron bot vor allem einfache Spiele sowie Programme für den Bildungsbereich an und vertrieb sie durch den VEB Robotron-Vertrieb Berlin, Abt. VD. Mit Script war eine hinsichtlich ihrer Funktionalität für damalige Verhältnisse sehr umfangreiche Textverarbeitung erhältlich. Insbesondere durch Hobby-Programmierer entstand eine Vielzahl von Adaptionen und Portierungen von Arcade-Spieleklassikern wie beispielsweise Centipede, Mazogs, Tetris, Pac-Man und Boulder Dash, aber auch von bekannten Brett- und Kartenspielen wie Schach, Skat, Poker und Monopoly.

## Zeitschriften
Spezielle Zeitschriften für den KC 87 oder für alle DDR-Kleincomputer gab es nicht. Die Zeitschriften Funkamateur, Jugend + Technik, MP Mikroprozessortechnik und Practic veröffentlichten regelmäßig Neuigkeiten, Berichte, Bastelanleitungen zum Selbstbau von Zusatzhardware oder die Auf- und Umrüstung der Rechner sowie Programme zum Abtippen.
Auch nach der Deutschen Wiedervereinigung wurde innerhalb der Anhängerschaft von DDR-Rechentechnik der Interessenaustausch in privaten Publikationen und ab den späten 1990er Jahren zudem in Internetforen weiter gepflegt. Am bekanntesten ist die vierteljährlich erscheinende Zeitschrift KC-News des 1991 gegründeten KC-Clubs. Die Internetseite des Clubs bietet eine Anlaufstelle für Probleme und Fragen rund um die Computer der KC-Baureihe, die bei den seit 1995 jährlich deutschlandweit stattfindenden Treffen vertieft werden können.

## Emulation
Nach dem Ende der Heimcomputerära Anfang der 1990er Jahre und mit dem Aufkommen leistungsfähiger und erschwinglicher Rechentechnik Mitte der 1990er Jahre wurden von engagierten Enthusiasten verstärkt Programme zum Emulieren von Heimcomputern und deren Peripherie entwickelt. Zum Spielen alter Klassiker verschiedenster Heimcomputersysteme reicht mithilfe der Emulatoren ein einzelnes modernes System mit Datenabbildern („Images“) der entsprechenden Heimcomputerprogramme. Das Aufkommen der Emulatoren setzte damit unter anderem ein verstärktes Transferieren von sonst möglicherweise verlorengegangener Software auf moderne Speichermedien in Gang, womit ein wichtiger Beitrag zur Bewahrung digitaler Kultur geleistet wird.
Zur Emulation von Z 9001, KC 85/1 und KC 87 wurde der unter Windows und Linux lauffähige KCemu entwickelt. Der JKCemu stellt eine Weiterentwicklung dar und ist in der Lage, nahezu sämtliche Computer der DDR-Zeit zu emulieren.

## Rezeption

### Zeitgenössisch
Bei der erstmaligen Vorstellung der Rechner auf der Leipziger Frühjahrsmesse 1984 stießen sowohl HC 900 als auch Z 9001 auf reges Interesse. Die positive Aufnahme durch das Messepublikum fand kurz darauf auch in euphorischen Zeitungsreportagen ihren Niederschlag. Staatlich kontrollierte Zeitschriften wie Jugend + Technik und Funkamateur feierten den Z 9001 als ausbaufähige „leistungsfähige Datenverarbeitungsanlage“ zum „Steuern von Geräten der Heim- und Hobbytechnik“, als „frei programmierbare Erfassungs-, Verarbeitungs- und Steuerzentrale für Versuchs- und Demonstrationsanordnungen“ und als Voraussetzung für „vielseitige Bildschirmspiele zur kreativen Unterhaltung“.
Nach Vorstellung des KC 87 einige Jahre später charakterisierte die DDR-Presse den Computer wesentlich nüchterner als „gut zur Heranführung praktisch aller Bevölkerungsgruppen an Probleme der Anwendung der Computertechnik“ und als durch „einfache Modifizierbarkeit für verschiedene Aufgaben durch Steckmodule“ vielseitig einsetzbar, wobei „durch die Begrenzungen des Speicherplatzes und der Rechengeschwindigkeit natürlich Grenzen gesetzt sind“.
Von westlicher Seite beurteilte man die Technik der auf der Leipziger Frühjahrsmesse 1984 vorgestellten Geräte etwas zurückhaltender und ging eher auf wirtschaftliche Aspekte gestützt auf Befragungen von interessierten Messebesuchern ein. In diesen Interviews stuften Besucher aus der DDR den Rechner durchweg als schwer zu beschaffen und als zu teuer ein; eine zukünftige Verbreitung in Privathaushalten wurde bezweifelt.

### Retrospektiv

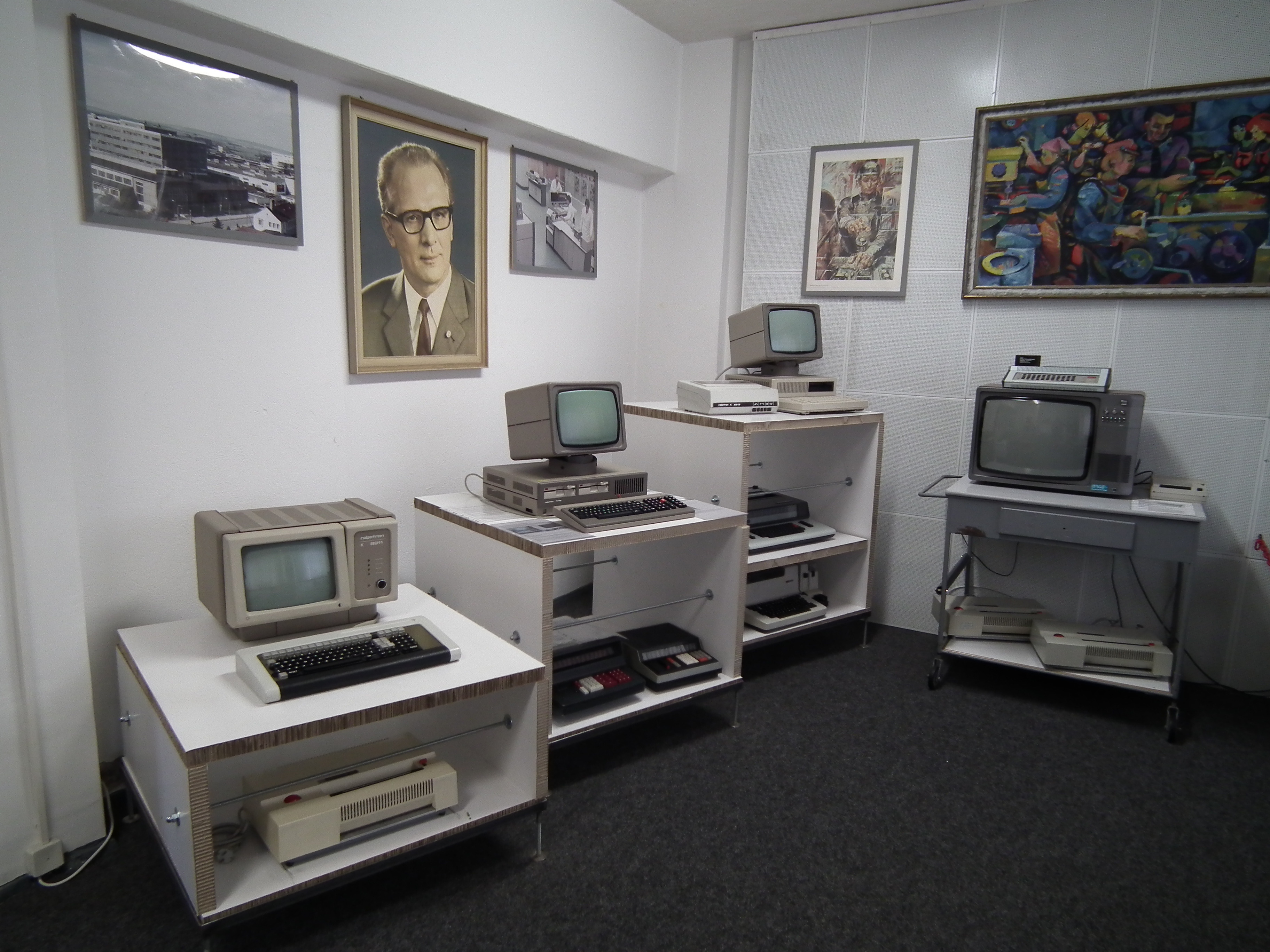
Der Z 9001 als ständiges Ausstellungsstück im früheren DDR-Museum in Radebeul (2017 in die Ausstellung Die Welt der DDR nach Dresden verlagert)

In jüngerer Zeit werden die in der DDR entwickelten und produzierten Rechner, darunter insbesondere Kleincomputer und Videospielautomaten, wieder verstärkt in den Medien, allen voran im Internet, wahrgenommen und auch in speziellen Museen ausgestellt. Dabei werden Z 9001, KC 85/1, KC 87 und die Mühlhäuser Rechner KC 85/2 bis 85/4 als vollständige Eigenentwicklungen charakterisiert, obwohl es sich bei vielen elektronischen Einzelkomponenten wie etwa dem U880-Mikroprozessor und bei der Systemsoftware um Kopien westlicher Vorbilder wie dem Z80-Mikroprozessor von Zilog mit seinem CP/M-Betriebssystem handelt. Darüber hinaus wird den Konstrukteuren der DDR-Computer technische und planerische Weitsicht bescheinigt. Trotz „komplizierter ökonomischer Bedingungen“ und „konkreter Materialbedingungen“ seien die Geräte technisch zuverlässig konstruiert und durch den Benutzer leicht beherrschbar, was „besonders von jungen Leuten mit viel Begeisterung aufgenommen und dabei sehr schöpferisch genutzt wurde.“ Gleichzeitig besteht kein Zweifel daran, dass der technologische Rückstand der Computer gegenüber den Produkten westlicher Industrieländer zum Zeitpunkt ihres Erscheinens stets etwa drei bis fünf Jahre betrug: Als die Produktion des KC 85/1 in der DDR aufgenommen wurde, waren im westlichen Ausland bereits wesentlich leistungsfähigere Computer für Privathaushalte erhältlich. Im direkten Vergleich zu den westlichen Z80-basierten Computern wie etwa dem Sinclair ZX Spectrum wird den meisten DDR-Kleincomputern hinsichtlich „Anwendungsbreite, Verarbeitungsleistung und Anschlussmöglichkeiten“ mindestens Gleichwertigkeit bescheinigt. Diese Möglichkeiten hätten jedoch durch im Handel nur „selten käuflich erwerbbare Peripherie, ungeeignete Tastaturergonomie, teilweise fehlende Graphikfähigkeit und begrenzte Software“ nicht voll ausgeschöpft werden können. Das nach der Wende kurzfristig besiegelte Produktionsende für DDR-Kleincomputer wird von allen Autoren einhellig auf die fehlende Konkurrenzfähigkeit durch nicht aufholbaren hard- und softwareseitigen Rückstand zurückgeführt.